# Ismaël Diakité
Ismaël Diakité, né le 13 décembre 1991 à Nouakchott (Mauritanie), est un footballeur mauritanien. Il évolue au poste d'attaquant.

## Biographie
Ismaël Diakité commence le football à l'ASAC Concorde puis rejoint, après des passages  en Allemagne, Turquie et Roumanie, le Club sportif de Hammam Lif.
Avec ses coéquipiers en sélection, il se qualifie pour les phases finales de la CHAN 2014.

## Carrière
- 2007-2013 : ASAC Concorde ( Mauritanie)
- 2013-2015 : Club sportif de Hammam Lif ( Tunisie)
- 2015-2016 : Al Fayhaa ( Arabie saoudite)
- 2016 : Al-Nahda ( Arabie saoudite)
- 2016- : Avenir sportif de la Marsa ( Tunisie)

2022: coupe de Tunisie avec club sportif sfaxien